# Josep Antoni Pujante Conesa
Josep Antoni Pujante Conesa (Barcelona, 1956) és metge, alpinista, escriptor i president del Panathlon Internacional de Barcelona. Garant internacional de Mountain Wilderness i membre de diverses associacions mèdiques i esportives. Fou el primer alpinista català en completar tots els cims més alts de cada continent “Seven Summits”. Pujà al Kilimanjaro (1986), el Mont Vinson (1992), el Carstensz i l'Everest (1993), l'Aconcagua i l'Elbrus (1994), i acabà amb el Mont McKinley (1995). Al juliol del 1999 completà el projecte Set Illes-Set Cims, amb l'ascensió als cims més alts d'Austràlia, Groenlàndia, Nova Guinea, Borneo, Madagascar i Baffin. Participà en diverses expedicions com a metge i alpinista: Manāslu (1988), Cho Oyu (1990) i K2 (1998). Fou cap de l'Expedició Internacional Annapurna (2000), que commemorà els 50 anys de la primera ascensió mundial a un 8.000. Ha escrit nombrosos llibres en què recull les vivències en els projectes alpinístics. El 1977 el Comitè Olímpic Internacional li concedí l'Orde Olímpic i fou el primer esportista català amb aquest guardó. Des del 2004 ocupa la presidència del Panathlon Internacional de Barcelona.